# Neuilly-Saint-Front
Neuilly-Saint-Front je naselje in občina v severnem francoskem departmaju Aisne regije Pikardije. Leta 1999 je naselje imelo 2.088 prebivalcev.

## Geografija
Kraj se nahaja v pokrajini Valois, 30 km južno od Soissonsa.

## Administracija
Neuilly-Saint-Front je sedež istoimenskega kantona, v katerega so poleg njegove vključene še občine Armentières-sur-Ourcq, Bonnesvalyn, Brumetz, Bussiares, Chézy-en-Orxois, Chouy, Courchamps, La Croix-sur-Ourcq, Dammard, La Ferté-Milon, Gandelu, Grisolles, Hautevesnes, Latilly, Licy-Clignon, Macogny, Marizy-Sainte-Geneviève, Marizy-Saint-Mard, Monnes, Monthiers, Montigny-l'Allier, Passy-en-Valois, Priez, Rocourt-Saint-Martin, Rozet-Saint-Albin, Saint-Gengoulph, Silly-la-Poterie, Sommelans, Torcy-en-Valois, Troësnes, Veuilly-la-Poterie in Vichel-Nanteuil z 9.553 prebivalci.
Kanton je sestavni del okrožja Château-Thierry.

## Pobratena mesta
- Wertingen (Bavarska, Nemčija);